# Kolczatka australijska
Kolczatka australijska (Tachyglossus aculeatus) – gatunek ssaka z rodziny kolczatkowatych (Tachyglossidae). Jedyny przedstawiciel monotypowego rodzaju kolczatka (Tachyglossus); jednak czasami jej podgatunek T. a. setosus traktowany jest jako oddzielny gatunek.

## Taksonomia

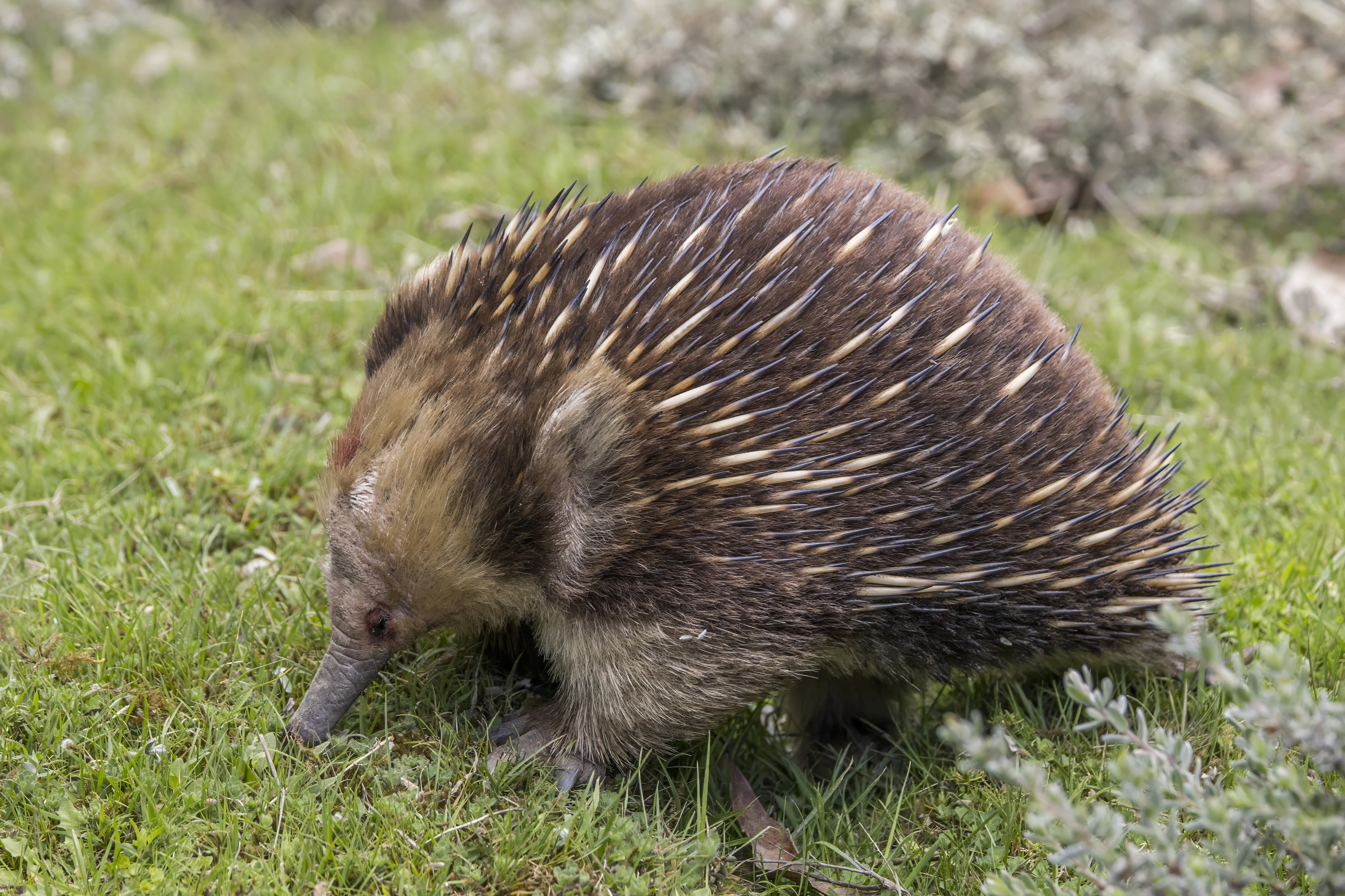
Osobnik z Tasmanii

Gatunek po raz pierwszy zgodnie z zasadami nazewnictwa binominalnego opisał w 1792 roku angielski przyrodnik George Shaw w publikacji o tytule The naturalist’s miscellany. Shaw nazwał ją Myrmecophaga aculeata, sądząc, że może ona być spokrewniona z mrówkojadem wielkim (Myrmecophaga tridactyla) – Myrmecophaga z greki to właśnie „mrówkojad”. Miejsce typowe to Sydney, w Nowej Południowej Walii, w Australii (w oryginalnym opisie Shaw podał, że „pochodzi z Nowej Holandii”). Jedyny przedstawiciel rodzaju kolczatka (Tachyglossus), który nazwał w 1811 roku niemiecki przyrodnik Johann Karl Wilhelm Illiger w publikacji swojego autorstwa o tytule Prodromus systematis mammalium et avium. Odkąd Shaw opisał zwierzę, czterokrotnie przechodziło ono rewizję taksonomiczną; umieszczano ją w różnych rodzajach pod różną nazwą gatunkową: Ornithorhynchus hystrix, Echidna hystrix, Echidna aculeata i wreszcie pod nazwą Tachyglossus aculeatus. Nazwa rodzajowa w tłumaczeniu z greckiego oznacza „szybki język” i odnosi się do szybkości, z jaką kolczatka łapie za pomocą języka mrówki i termity; natomiast epitet gatunkowy — "kolczasty”.
Autorzy Illustrated Checklist of the Mammals of the World rozpoznają pięć podgatunków, lecz granice między podgatunkami są niejasne i konieczna jest rewizja przy użyciu nowoczesnych technik molekularnych i morfometrycznych. Podstawowe dane taksonomiczne podgatunków (oprócz nominatywnego) przedstawia poniższa tabelka:
| Podgatunek           | Oryginalna nazwa              | Autor i rok opisu               | Miejsce typowe |
| -------------------- | ----------------------------- | ------------------------------- | --- |
| T. a. acanthion      | Echidna acanthion             | Collett, 1885                   | Gracemore, w pobliżu Rockhampton, Queensland, Australia.                                                                                        |
| T. a. lawesii        | Tachyglossus Lawesii          | Ramsay, 1877                    | Dystrykt Stołeczny, Prowincja Centralna, Papua-Nowa Gwinea.                                                                                     |
| T. a. multiaculeatus | Echidna hystrix multiaculeata | W. Rotschild, 1905              | skrajnie na południe od Australii Południowej, Australia; niektóre źródła jako miejsce typowe wymieniają Wyspę Kangura w Australii Południowej. |
| T. a. setosus        | Echidna setosa                | É. Geoffroy Saint-Hilaire, 1803 | Adventure Bay, Wyspa Bruny, Tasmania, Australia.                                                                                                |

### Etymologia
- Aculeata i aculeatus: łac. aculeatus ‘wyposażony w ciernie, ostry, kolczasty’, od aculeus ‘cierń, kolec’, zdrobnienie od acus ‘igła’[43][44].
- Echidna: gr. εχιδνα ekhidna „żmija”; prawdopodobnie w aluzji od ostrych kolców, które mają kłuć jak zęby jadowe żmii[45].
- Acanthonotus: gr. ακανθονωτος akanthonōtos ‘kolczasty grzbiet’; ακανθα akantha ‘cierń, kolec’, od ακη akē ‘punkt’; -νωτος -nōtos ‘-tyły, -grzbiety’, od νωτον nōton ‘tył, grzbiet’[46].
- Tachyglossus: gr. ταχυς takhus ‘szybko’; γλωσσα glōssa ‘język’[47].
- Echinopus: gr. εχινος ekhinos ‘jeż’; πους pous, ποδος podos ‘stopa’[48].
- Syphomia: etymologia nieznana, Rafinesque nie wyjaśnił znaczenia nazwy rodzajowej[47].
- acanthion: gr. ακανθιον akanthion ‘jeżozwierz, jeż’, od ακανθα akantha ‘cierń, kolec’, od ακη akē ‘punkt’[49].
- lawesii: wielebny William George Lawes (1839–1907), brytyjski misjonarz w Nowej Gwinei[50].
- multiaculeata: łac. multi ‘wiele, mnóstwo, nadmiar’, od multus ‘dużo’[51]; aculeatus ‘wyposażony w ciernie, ostry, kolczasty’, od aculeus ‘cierń, kolec’, zdrobnienie od acus ‘igła’[49].
- setosa: łac. saetosus lub setosus ‘szczeciniasty, najeżony, pełny szorstkich włosów’, od saeta lub seta ‘jeżyć, nastroszyć’[52].

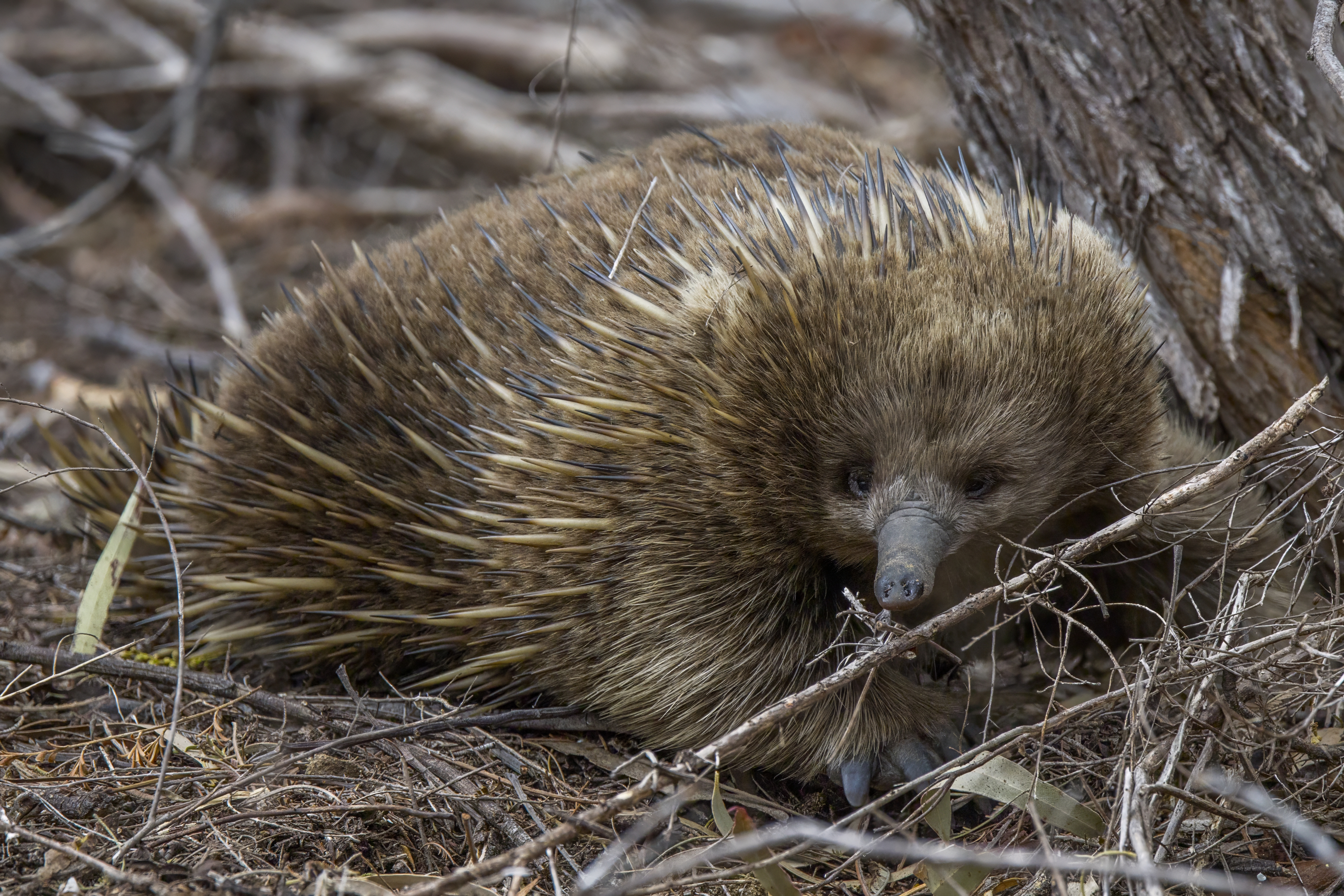
Kolczatka jest krępej budowy, okrytym kolcami ssakiem, osiągającym 30–45 cm ciała (nie uwzględniając ogona)

## Morfologia
Zwierzę o krępej budowie, prawie kulistej. W zależności od miejsca występowania samce i samice mogą różnić się wielkością. Bardzo długi ryjek (o kostnej podstawie) zakończony jest małym otworem gębowym. Język bardzo długi (do 18 cm), pokryty lepką śliną, do której przylepiają się owady. Zdobycz miażdżona jest między rogowymi naroślami w jamie ustnej. Łapy silne, przystosowane do kopania, u samców na tylnych kończynach ostrogi do obrony. Ubarwienie czarne z jasnymi, grubymi kolcami rozłożonymi równomiernie na całej powierzchni grzbietowej, zaś od strony brzucha ma sierść.

### Rozmiary
Długość ciała bez ogona 30–45 cm, ogon szczątkowy o długości około 6 cm, masa ciała 2–6 kg.

## Występowanie i biotop
Występuje w Australii, na Tasmanii i na południowym wschodzie Nowej Gwinei. W Australii Tachyglossus aculeatus jest najbardziej rozpowszechnionym gatunkiem spośród rodzimych ssaków.
Zasięg występowania w zależności od podgatunku:
- T. aculeatus aculeatus – wschodnia Australia (wschodnia Nowa Południowa Walia, Wiktoria i południowy Queensland).
- T. aculeatus acanthion – suche regiony większości obszarów Australii (Australia Zachodnia, Terytorium Północne, Queensland i Australia Południowa).
- T. aculeatus lawesii – południowa i południowo-wschodnia Nowa Gwinea i północna Australia (północno-wschodni Queensland).
- T. aculeatus multiaculeatus – Wyspa Kangura (Australia Południowa).
- T. aculeatus setosus – Tasmania i wyspy Cieśniny Bassa.

Kolczatki zamieszkują wiele rodzajów siedlisk: otwarte lasy, sawanny, tereny rolnicze, obszary pustynne i półpustynne, tereny przybrzeżne i górskie.

## Pokarm
Kolczatki australijskie mogą żyć wszędzie tam, gdzie jest dostęp do źródeł pożywienia, i regularnie polują na mrówki i termity. Uważa się, że lokalizują pokarm za pomocą węchu, wykorzystując sensory umieszczone na końcu swoich pysków, poprzez przegrzebywanie gleby łapami i sondowanie za pomocą pyska. Badanie kolczatek przeprowadzone w Nowej Południowej Walii wykazało, że mają one tendencję do wykopywania larw żukowatych wiosną, gdy zdobycz jest aktywna, ale unikają tej ofiary, gdy jest ona nieaktywna, co prowadzi do przypuszczeń, że kolczatki wykrywają zdobycz za pomocą słuchu. Wzrok nie jest uważany za istotny w polowaniu; obserwowano ślepe osobniki, które przeżywały w środowisku naturalnym.

## Zachowanie
Kolczatka prowadzi samotniczy tryb życia. Ma znakomicie rozwinięty węch i słuch, natomiast wzrok ma bardzo słaby. Umie pływać, w warunkach niesprzyjających (chłody) zapada w rodzaj odrętwienia (torpor). Rozpoznaje inne kolczatki głównie poprzez węch. Zmniejsza zużycie energii poprzez hibernację zazwyczaj od wczesnej jesieni po późną wiosnę (zmienia się to w zależności od podgatunku, lokalizacji geograficznej i płci). Redukuje temperaturę swojego ciała do ok. 8–10 stopni Celsjusza. Wyczuwając niebezpieczeństwo, kolczatka podnosi igły na sztorc i zwija się w kulkę. Na wolności kolczatka australijska żyje średnio 10 lat, uważa się jednak, że może dożyć 40 lat. Najdłużej żyjący osobnik dożył 49 lat w Philadelphia Zoo.

## Rozmnażanie
Do zapłodnienia dochodzi w jajowodzie. Ciąża trwa od 21 do 28 dni po kopulacji, samica składa zwykle jedno jajo, które wysiaduje około 10 dni. Niewiele wiadomo o rozmnażaniu kolczatek, są to zwierzęta skryte, a w niewoli praktycznie w ogóle nie prokreują. Występuje jeden okres rozrodczy, a zaloty trwają około 7–37 dni (okres jesienno-zimowy). Przyjęto, że oznaką dojrzałości płciowej kolczatek jest zanik ostrogi, która występuje u młodych do ok. 4–5 roku życia. Podczas okresu godowego zmieniają swój samotniczy tryb życia, samicy towarzyszą średnio 3–4 samce. Zwierzęta tworzą „pociąg”: za samicą, która jest największa, podąża sznur samców. Najdłuższy zaobserwowany „pociąg” składał się z 11 osobników. Kolczatki kojarzą się od lipca do września. Samica paruje się tylko z jednym samcem w jednym sezonie rozrodczym. Prawdopodobnie samice nie rozmnażają się co roku, a frekwencja rozrodu nie jest jeszcze poznana. Jajo po złożeniu zostaje przeniesione przez samicę z kloaki do torby lęgowej. W tym czasie samica buduje norę lub szuka pożywienia. Młode po 10 dniach zaczynają się wykluwać dzięki zębowi jajowemu. Jeszcze ślepe, kierują się do gruczołów mlekowych, gdzie zlizują mleko matki. Matka umieszcza je w bezpiecznej norze. Ważą wtedy około 180–260 gramów. Pomiędzy karmieniem młode mogą pozostać w norze same od 5 do 10 dni, podczas gdy matka szuka pożywienia. Młode kolczatki opuszczają norę po około 180–205 dniach (styczeń/luty).

## Termoregulacja
Kolczatka jest zwierzęciem stałocieplnym, utrzymuje temperaturę ciała około 32 stopni Celsjusza. Podwyższenie temperatury o dwa stopnie często prowadzi do śmierci z przegrzania. Kolczatki australijskie są zwierzętami na ogół prowadzącymi dzienny tryb życia. Są słabo przystosowane do radzenia sobie z nadmiarem ciepła, gdyż nie posiadają gruczołów potowych i nie oddają ciepła dysząc. Z tego powodu w ciepłych porach roku kolczatki zmieniają swój tryb życia na nocny unikając ekspozycji na promienie słoneczne. Kolczatka oprócz unikania źródeł ciepła jest w stanie zwiększyć lub zmniejszyć utratę ciepła regulując cyrkulację krwi swojego ciała. Odbywa się to poprzez zwężanie lub rozszerzanie skórnych naczyń krwionośnych. Kolczatki żyjące w pobliżu zbiorników wodnych wchodzą do wody, aby w ten sposób się ochłodzić. W pewnych sytuacjach są w stanie obniżyć temperaturę swojego ciała zwalniając metabolizm i zmniejszając tempo bicia serca. W okresach zimowych kolczatka zapada w stan hibernacji, podczas którego temperatura ciała może spaść nawet do 4 stopni Celsjusza. Optymalna temperatura środowiska dla kolczatki wynosi 25 stopni Celsjusza, ponieważ zużywa ona wtedy najmniej energii.

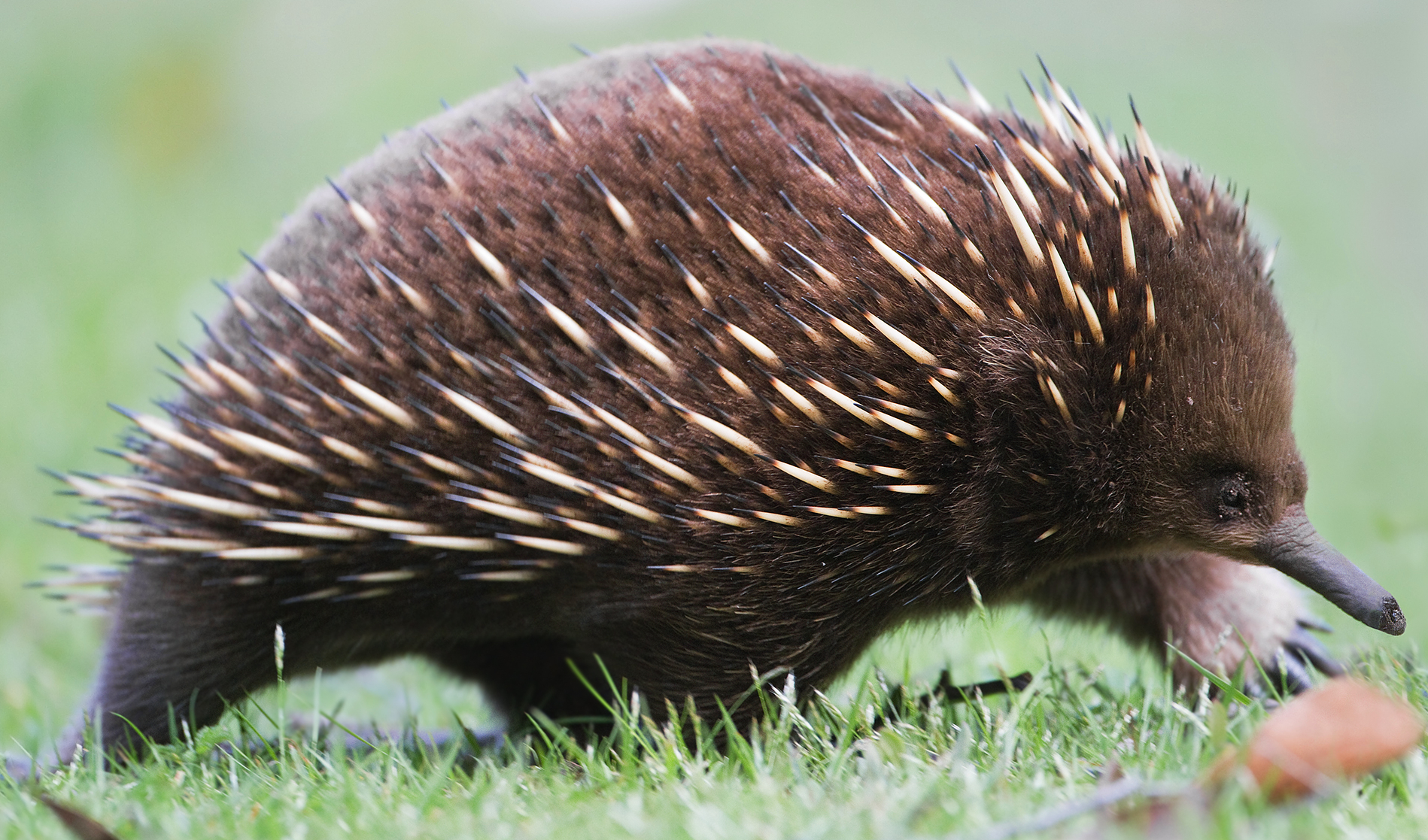

## Znaczenie dla ekosystemu
Na suchych zalesionych terenach we wschodniej części Australii kolczatka wykopuje w ziemi, pod koronami dużych drzew, doły żerne. W 2007 roku opublikowano wyniki badań, w których wpływ obecności dołów żernych na fizyczne, chemiczne i biologiczne właściwości gleby był porównywany w siedmiu miejscach, gdzie każda lokalizacja miała dwa poziomy: poziom powierzchni ziemi i poziom dołu żernego, oraz dwa stanowiska – pod koroną drzewa rosnącego w bliskiej okolicy dołu i na otwartej przestrzeni. W dołach żernych gromadziło się dwa razy więcej ściółki w porównaniu do płaskiej powierzchni. Także ilość ściółki zgromadzonej pod koronami pobliskich drzew była większa niż na otwartej przestrzeni. Poziom przewodnictwa elektrycznego gleby znajdującej się w dole był niższy niż na powierzchni i chociaż stężenie glebowych składników odżywczych było większe pod koroną drzewa, w dole niższe było całkowite stężenie węgla, siarki i azotu. Gleba w dole żernym była wilgotna i bardziej porowata, temperatura była niższa niż na powierzchni, także napowietrzenie gleby było około 30% wyższe w porównaniu z warunkami panującymi na powierzchni. Kolczatki australijskie poprzez wykopywanie dołów żernych tworzą naturalne zbiorniki znacznych zasobów, które poprawiają jakość gleby, co w suchych i zalesionych terenach jest zjawiskiem bardzo pożądanym. Czyni to z kolczatek bardzo ważny element funkcjonalny ekosystemów leśnych w Australii.

## Status i zagrożenia
Kolczatka australijska jest według Międzynarodowej Unii Ochrony Przyrody (IUCN) gatunkiem najmniejszej troski (LC), przede wszystkim ze względu na szeroki zakres tolerancji środowiskowej i występowanie w miejscach chronionych, gdzie nie ma wielu zagrożeń.